# KkStB 54
| KRB IV 130–142 / MSCB 1–14 / kkStB 54 / BBÖ 54 / ČSD 313.1 / FS 217 / PKP Th17 / CFR | KRB IV 130–142 / MSCB 1–14 / kkStB 54 / BBÖ 54 / ČSD 313.1 / FS 217 / PKP Th17 / CFR | KRB IV 130–142 / MSCB 1–14 / kkStB 54 / BBÖ 54 / ČSD 313.1 / FS 217 / PKP Th17 / CFR | KRB IV 130–142 / MSCB 1–14 / kkStB 54 / BBÖ 54 / ČSD 313.1 / FS 217 / PKP Th17 / CFR | KRB IV 130–142 / MSCB 1–14 / kkStB 54 / BBÖ 54 / ČSD 313.1 / FS 217 / PKP Th17 / CFR |
| ------------------------------------------------------------------------------------ | ------------------------------------------------------------------------------------ | ------------------------------------------------------------------------------------ | ------------------------------------------------------------------------------------ | ------------------------------------------------------------------------------------ |
| kkStB 54.37 ex Galizische Transversalbahn                                            |                                                                                      |                                                                                      |                                                                                      |                                                                                      |
| Technische Daten                                                                     |                                                                                      |                                                                                      |                                                                                      |                                                                                      |
|                                                                                      | 54.01–40                                                                             | 54.41–49                                                                             | 54.60                                                                                | 54.50–63                                                                             |
| Bauart                                                                               | Cn2                                                                                  | Cn2                                                                                  | Cn2                                                                                  | Cn2                                                                                  |
| Zylinder-Ø                                                                           | 445 mm                                                                               | 445 mm                                                                               | 445 mm                                                                               | 445 mm                                                                               |
| Kolbenhub                                                                            | 632 mm                                                                               | 632 mm                                                                               | 632 mm                                                                               | 632 mm                                                                               |
| Treibrad-Ø                                                                           | 1175–1180 mm                                                                         | 1175–1180 mm                                                                         | 1175–1180 mm                                                                         | 1175–1180 mm                                                                         |
| Laufrad-Ø vorne                                                                      | –                                                                                    | –                                                                                    | –                                                                                    | –                                                                                    |
| Laufrad-Ø hinten                                                                     | –                                                                                    | –                                                                                    | –                                                                                    | –                                                                                    |
| fester Radstand                                                                      | 3050 mm                                                                              | 3050 mm                                                                              | 3050 mm                                                                              | 3050 mm                                                                              |
| Gesamtradstand                                                                       | 3050 mm                                                                              | 3050 mm                                                                              | 3050 mm                                                                              | 3050 mm                                                                              |
| Gesamtradstand + Tender                                                              | 10238 mm                                                                             | 10238 mm                                                                             | 10238 mm                                                                             | 10238 mm                                                                             |
| Anzahl d. Rohre                                                                      | 200                                                                                  | 186                                                                                  | 200                                                                                  | 201                                                                                  |
| Heizfl. d. Rohre                                                                     | 132,2 m²                                                                             | 124,5 m²                                                                             | 132,2 m²                                                                             | 133,0 m²                                                                             |
| Heizfl. d. Feuerbüchse                                                               | 8,8 m²                                                                               | 8,6 m²                                                                               | 8,8 m²                                                                               | 11,0 m²                                                                              |
| Rostfl.                                                                              | 1,85 m²                                                                              | 1,85 m²                                                                              | 1,85 m²                                                                              | 1,80 m²                                                                              |
| Dampfdruck                                                                           | 9                                                                                    | 10                                                                                   | 10                                                                                   | 10                                                                                   |
| Gewicht (leer)                                                                       | 35,1 t                                                                               | 35,1 t                                                                               | 35,1 t                                                                               | 35,1 t                                                                               |
| Adhäsionsgewicht                                                                     | 39,0 t                                                                               | 39,0 t                                                                               | 39,0 t                                                                               | 39,0 t                                                                               |
| Dienstgewicht                                                                        | 39,0 t                                                                               | 39,0 t                                                                               | 39,0 t                                                                               | 39,0 t                                                                               |
| Tender                                                                               | 12, 16                                                                               | 8, 10, 18, 22, 31, 34, 36, 40, 66                                                    | 8, 22                                                                                | 8, 22                                                                                |
| Länge                                                                                | k. A.                                                                                | k. A.                                                                                | k. A.                                                                                | k. A.                                                                                |
| Höhe                                                                                 | k. A.                                                                                | k. A.                                                                                | k. A.                                                                                | k. A.                                                                                |
| Vmax                                                                                 | 45 km/h                                                                              | 45 km/h                                                                              | 45 km/h                                                                              | 45 km/h                                                                              |

Die Dampflokomotivreihe kkStB 54 war eine Güterzug-Schlepptenderlokomotivreihe der kkStB, deren Lokomotiven ursprünglich von der Galizischen Transversalbahn, von der Kronprinz Rudolf-Bahn (KRB), von der k.k. Staatsbahn Tarvis–Pontafel (Pontebba-Bahn) und von der Mährisch-Schlesischen Centralbahn (MSCB) stammten.
Die Lokomotiven unterschieden sich je nach Herkunft und Umbaumaßnahmen in ihren Dimensionen (vgl. Tabelle).

## kkStB 54.01–40 (Galizische Transversalbahn)
Für die Galizische Transversalbahn beschaffte der Staat 40 Lokomotiven 1884/85 bei der Lokomotivfabrik Floridsdorf, bei der Wiener Neustädter Lokomotivfabrik und bei Borsig in Berlin.
Die Maschinen wurden von den kkStB als 54.01–40 eingeordnet.
Nach dem Ersten Weltkrieg kamen sie zu den PKP als Reihe Th17, zu den FS als 217 und zu den CFR, die ihnen keine eigene Reihennummer zuwies.

## kkStB 54.41–49 (Kronprinz Rudolf-Bahn, k.k. Staatsbahn Tarvis–Pontafel)
Die Lokomotiven wurden von der Lokomotivfabrik Floridsdorf 1873 bis 1879 an die KRB (später 54.41–47) und an die k.k. Staatsbahn Tarvis–Pontafel (Pontebba-Bahn) (später 54.48–49) geliefert.
Die kkStB bezeichnete sie zunächst als Reihe 51, ab 1892 als Reihe 54.
Nach dem Ersten Weltkrieg kamen die verbliebenen Maschinen zu den PKP als Reihe Th17 und zu den ČSD als Reihe 313.1, die in den 1930er Jahren ausgemustert wurden.

## kkStB 54.50–63 (Mährisch-Schlesische Centralbahn)
Die 14 Lokomotiven der MSCB wurden von der Lokomotivfabrik Floridsdorf 1872/73 geliefert.
Nach dem Ersten Weltkrieg kamen die verbliebenen Maschinen zu den PKP als Reihe Th17 und zu den ČSD als Reihe 313.1, die in den 1930er Jahren ausgemustert wurden.
Die 54.51 kam zu den BBÖ und wurde 1925 ausgeschieden.